# Capitanejo (Santander)
Capitanejo es un municipio de Colombia, ubicado en el departamento de Santander en la provincia de García Rovira en la ribera del río Chicamocha. Se sitúa a 188 km de la capital departamental, Bucaramanga y 35 km de Málaga Capital de la provincia de García Rovira.

## Historia
El municipio de Capitanejo fue fundado el 22 de julio de 1633, y dentro de sus principales hechos históricos de fundación destacan:
1500: Asentamiento indígena del cacique Chicamocha. Para cruzar el río se utilizó el medio conocido como cabuya, que era administrada por un capitanejo como se le llamaba al jefe indígena de bajo rango.
1541: Paso de las tropas de Gerónimo de Aguayo, que atravesaron el río para fundar el municipio de Málaga, por orden del gobernador de Tunja, Gonzalo Suárez Rendón, de igual manera fundaron la ciudad de Pamplona
1543: Esta región la entregaron en encomienda a Juan Rodríguez Parra, después de pasar de varios propietarios las tierras del Chicamocha fueron compradas por el capitán de conquista Bartolomé de Aguilar, quien las denominó “Huerta Vieja” y mandó hacer una capilla dedicada al santo de su nombre, de donde se deduce el nombre del patrono municipal.
1628: Fundación de la capellanía de Capitanejo por el capitán Bartolomé de Aguilar, y el sacerdote Juan Bautista García y Cristóbal Verde de Aguilar, su sobrino, quien le dio el nombre de Capitanejo en 1630, esta capellanía fue entregada a la comunidad de los dominicos para su administración.
1633: La parroquia fue fundada el 22 de julio de 1633 y obtuvo el rango de viceparroquia nombre dado por el arzobispo del nuevo Reino de Granada Bernardino de Almansa.
1645: Por decreto episcopal dejó de ser parroquia Subordinada y se convirtió en parroquia independiente.
1804: Se logra la creación definitiva de la Parroquia de Capitanejo a cargo del Sacerdote Fray Juan de Dios Ponce de León, por iniciativa de Narciso Álvarez, Isidro Acevedo y Miguel Varon.
1831:El distrito parroquial de Capitanejo fue erigido municipio perteneciente al recién creado departamento de Santander.
1882:Es inaugurado por el presidente José Eusebio Otálora el puente de hierro que comunica con los Estados Soberanos de Santander y Boyacá; la construcción del puente sobre el río de Chicamocha fue encomendada al ingeniero Abelardo Ramos.
Durante La Violencia se presentó la Masacre de Capitanejo en 1930, además durante el conflicto armado interno de Colombia el pueblo tuvo presencia del Ejército de Liberación Nacional (ELN) y posteriormente de grupos paramilitares.

## Economía
Capitanejo es cálido y tiene uno de los mejores climas de Colombia, por su topografía es apto para la crianza de cabras, cultivos de Melón y Tabaco; por lo cual es considerada "capital caprina, tabacalera y melonera de Colombia"  y conocida como "terruño de paz, progreso, trabajo y alegría".
Actividad Caprina, Agrícola y Pecuaria:  Las explotaciones pecuarias en Capitanejo juegan un papel muy importante desde el punto de vista económico, social y cultural. En lo económico la ganadería constituye el principal ingreso para muchas familias. En lo social, la ganadería se encuentra presente en la gran mayoría de las fincas medianas y pequeñas, provee de proteínas para la población. En lo cultural, este municipio se ha denominado como la capital Caprina, Melonera y tabacalera de Colombia, los hábitos alimenticios de los habitantes generalmente incluyen la carne, la leche y sus derivados. Las explotaciones pecuarias para el municipio están representadas por bovinos doble propósito (leche y crías), bovinos ceba integrada, caprinos, porcinos, equinos de labor, aves de postura y aves carne, principalmente.
Actividad industrial: En el municipio no existen actividades industriales. Existen algunas actividades de minería en torno a pequeñas explotaciones de materiales rocosos de algunas canteras ubicadas en jurisdicción del municipio, en el resto del municipio hay pequeños establecimientos dedicados a la producción de alimentos, como panaderías, confiterías, lácteos y alimentos para consumo doméstico.
Actividad turística: El municipio por sus características climáticas ofrece a los visitantes unos espacios naturales como las playas del Chicamocha, el Servitá, el Tunebo y el río Nevado. Dentro de su infraestructura turística, el municipio cuenta con 4 hoteles y 4 residencias para el albergue de los visitantes. Existen además dos sitios recreativos y varias fincas de descanso donde los visitantes pueden disfrutar de días soleados y saborear el plato típico de la región (Cabro sudado).

## Geografía

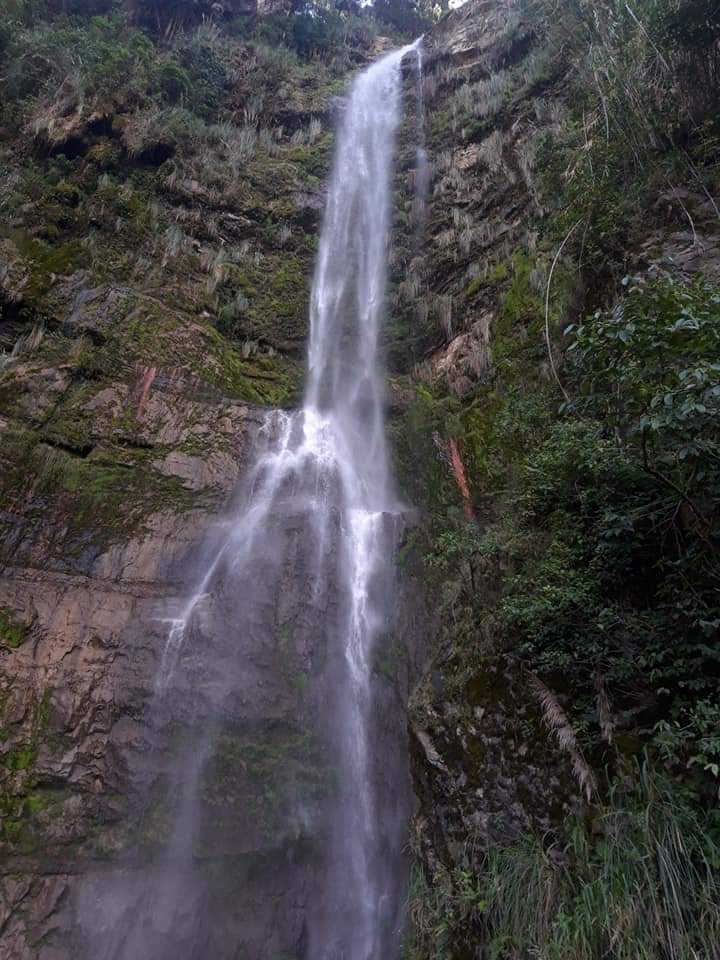
La Cascada La Chorrera ubicada en Capitanejo Santander, es una caída de 90 metros de altura resultado de la quebrada de san pedro.

La cabecera municipal de este municipio se localiza a los 6°32′ de latitud norte y a los 72°42′ de longitud al oeste del meridiano de Greenwich, la precipitación promedio es de 950 milímetros anuales.
El término municipal posee una topografía desde plano hasta muy escarpado, el terreno es variado por su naturaleza, presenta territorios de poca pendiente sobre la margen del río Chicamocha conocidos como vega donde están las veredas de la Playa, Montecillo, casco urbano, La Loma, Casa Blanca y las Juntas, y alturas que van hasta los 2400 m.s.n.m. por estar localizado en la cordillera Oriental. Dentro de los principales accidentes geográficos cabe citar el Peñón (Montecillo), Altamira (Sabavita), Las Varas (Platanal), Peña Larga (Aguachica), el morro de Berberico (Sebaruta), Chamorro (Gorguta), La Chorrera y La Mesa.

## Hidrografía
- Río Tequiano o Tunebo: Nace en la región de páramos del municipio de Carcasí, sirve como límite con el municipio de Enciso, baña las veredas de Carrizal y Quebrada de vera.
- Quebrada de Balahula: Sirve como límites con el municipio de San Miguel y es la que proporciona el agua para consumo local, con muy poco trabajo de reforestación, sostenimiento y conservación por parte de nuestro municipio.
- Quebrada de San Pedro o Chorrera: Baña las veredas de la chorrera El Datal y La Loma, su caudal es aprovechado con doble propósito, para consumo humano y riego de cultivos, a la altura de la escuela de la chorrera, forma una cascada de aproximadamente 90 metros brindando un espectáculo digno de admirar que se proyecta usar como sitio para la práctica del ecoturismo.
- Quebrada de los Molinos: Baña las veredas de Gorguta, Molinos y Rodeo.
- Río Nevado: Deriva su nombre por ser el producto del descongelamiento de la Sierra Nevada del Cocuy, conocido como reserva natural y Parque Ecológico. Sirve de límites con el Municipio de Boavita Boyacá, irriga la vereda de las Juntas, al desembocar en el Río Chicamocha, en la actualidad se proyecta como sitio ideal para la práctica de deportes como el canotaje. Por la calidad de sus aguas, su caudal y ubicación está opcionado a considerarse como alternativa para abastecer el acueducto del municipio.

Límites del municipio: Capitanejo, se encuentra localizado en el extremo sur de la provincia de García Rovira, al Oriente del departamento de Santander. Limita al Norte con los municipios de San José de Miranda y Enciso, al Oriente con  San Miguel y Macaravita, al Sur con el río nevado y al Occidente con el departamento de Boyacá con los municipios de Covarachía y Tipacoque después del Río Chicamocha.

## Cultura
Es el municipio turístico por excelencia de la provincia de García Rovira .Los platos típicos por excelencia son el cabro,  el tamal, y el mute santandereano, que se ofrecen a sus visitantes. Celebra las fiestas y ferias de San Bartolomé en el mes de agosto hacia el 24 fiesta del Patrono, Las Fiestas de la virgen del Carmen hacia el 16 de julio,la celebración de su fundación el 22 de julio, el carnaval Navideño del 24 al 31 de diciembre, El festival del retorno del 27 al 3 de enero, Los rosarios y procesiones de mayo, la Semana Santa, entre otras. Las artesanías autóctonas son: cerámica, canastos en caña brava, cotizas de fique, esteras en junco y sombreros de paja.

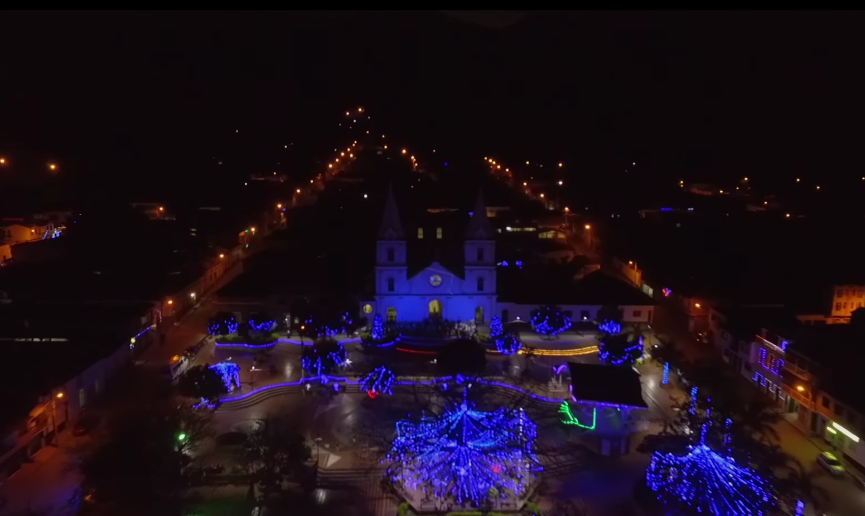
Parque Principal de Capitanejo en épocas de fin de año

### Los sitios de interés

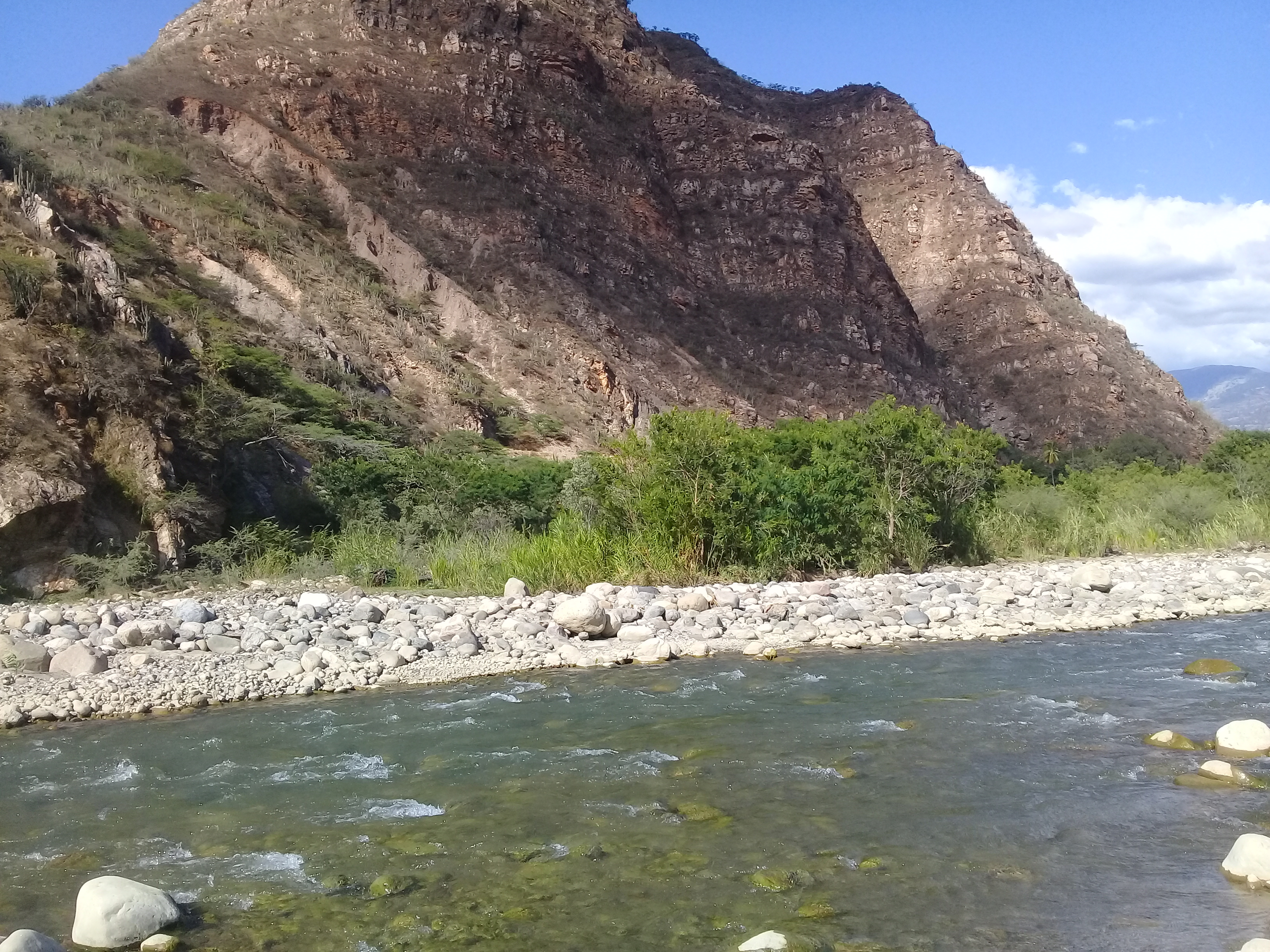
El Río Tequiano baña la vereda Quebrada de vera, y vierte sus aguas al Río Chicamocha.

- El Templo de San Bartolomé Apóstol
- El Cañón del Chicamocha
- La Cascada La Chorrera
- La Casa de la Cultura
- Las Playas del Río Chicamocha
- Centro Recreacional Las Palmeras
- El Río Tequiano o Tunebo
- Pozo de Gorguta
- El Mirador de Hoya Grande
- Finca Ceylan
- El Templo del Divino Niño
- Mirador y Capilla del Sagrado Corazón
- El Santuario del Santo Cristo del Carmen
- Parque principal Argelino Durán Quintero

### Fiestas
En sus fiestas se hacen carnavales, verbenas populares, exposiciones, danzas típicas y quemas de pólvora. 
Entre el 16 y 24 de diciembre se realizan las populares parrandas navideñas en conmemoración de la novena de Aguinaldos Navideños con el desfile de los tradicionales Matachines
El 30 de diciembre se realiza el tradicional concurso y desfile nocturno de matachines. 
Es sitio de folclor Santandereano y Colombiano, como música  de guitarras de los años 70 y 80, una de sus principales canciones representativas es "María Antonia"  compuesta por el maestro José A. Morales.

## Hijos Ilustres
El municipio de Capitanejo cuenta con grandes hijos que han representado y enaltecido su nombre, los cuales se han desempeñado en ámbitos y sectores empresariales, culturales, académicos y artísticos:
- Mario Hernández (1941, Capitanejo, Santander, Colombia)[5] Es un empresario y reconocido diseñador de modas colombiano.[6] Fundador de la cadena de ropa de lujo que lleva su nombre: Mario Hernández.[7] Nació en 1941 en Capitanejo, Santander en el seno de una familia de clase media. Su padre falleció cuando tenía diez años, lo que dejó a su familia en una situación económica precaria.[8] En 1950 debido a la violencia, tuvo que mudarse a Bogotá con su familia a los 8 años[5].Con su visión de comercializar productos de cuero de alta calidad en lugar de en gran cantidad, decidió fabricar su propio cuero, ya que los productores locales no cumplían con sus estándares de calidad.[9] En 1981, adquirió completamente la empresa Marroquinería D.C. En 1992, emprendió algo poco común al abrir una tienda en Nueva York, lo que le permitió aprender lecciones valiosas que ayudaron a moldear lo que hoy en día es su marca.[10]

- Miguel Andrés Estupiñan Lizarazo (1984, Capitanejo, Santander, Colombia) Ph.D. en Educación, destacado académico[11] y profesional santandereano, padres de dos hijos y esposo de Ana Cuartas una prominente Psicóloga. Desde sus humildes orígenes, el Doctor Estupiñan logró forjar una exitosa carrera académica y profesional en campos tan diversos como la química, la educación y la conservación del medio ambiente. Obtuvo su título de químico en la Universidad Pedagógica y Tecnológica de Colombia, lo que le permitió adentrarse en el mundo de la investigación y la conservación de especies vegetales en vías de extinción. Su pasión por la naturaleza lo llevó a desarrollar un procedimiento innovador utilizando la técnica de embriogénesis somática y el manejo de germoplasma vegetal, con el objetivo de recuperar especies forestales en la subregión del Magdalena Medio Santandereano. Su arduo trabajo en la conservación de especies le hizo merecedor de un reconocimiento por parte de la UNESCO, que lo distinguió en el programa "Escuelas son Futuro Sustentable".    Su influencia trascendió fronteras al ser incluido en la lista de los 50 personajes[12] más influyentes en Colombia en la edición especial de los 100 años del Diario El Espectador. Continuando su camino educativo, obtuvo un título de Magíster en Educación en la Universidad Católica de Oriente. Esta formación le brindó herramientas valiosas para desempeñarse como par académico en procesos de evaluación docente, destacando su compromiso con la mejora continua en la educación. Su carrera profesional abarca tanto el ámbito privado como el público. Ha ocupado cargos de director de calidad en empresas privadas, compartiendo su experiencia y conocimientos para impulsar la excelencia en los procesos. Además, ha incursionado en la docencia universitaria, transmitiendo su pasión por la investigación y la conservación a las nuevas generaciones.  En el sector público, ha desempeñado roles significativos como docente y directivo docente, contribuyendo así a la formación y desarrollo de futuros líderes.   Su búsqueda constante de la mejora educativa lo llevó a obtener un Ph.D. en Educación de la Universidad Santo Tomás. A través de sus investigaciones, ha abordado temas cruciales como la gestión escolar, la gestión organizacional y los procesos de calidad educativa, permitiéndole crear un modelo de Gestión Escolar Efectiva[13] que parte de los determinantes contextuales para su desarrollo, también es autores de diversos artículos científicos  en bases de datos como Dialnet, Researchgate, SciELO, Scilit y revistas científicas como Ciencia Latina, en sus investigaciones[13][14][15] a puesto especial énfasis en la aplicación de la gestión escolar  y los procesos organizacionales en diversos contextos educativos.

- Blanca Raquel Cárdenas es una jurista y doctora en Derecho colombiana, reconocida por su contribución al desarrollo del Derecho constitucional en Colombia, en particular por su trabajo pionero en torno al concepto del Estado de Cosas Inconstitucional.[16] Ha desempeñado cargos de relevancia en instituciones como el Consejo de Estado de Colombia, participando en la resolución de casos clave para el orden constitucional y administrativo del país.[17]

Su trayectoria académica ha estado estrechamente vinculada a la Universidad Externado de Colombia, donde ha liderado proyectos de investigación y publicado obras especializadas sobre temas como derechos fundamentales, control de constitucionalidad, y la separación de poderes. Su enfoque innovador en la interpretación de fallos estructurales y sistémicos ha tenido un impacto significativo en el debate jurídico colombiano sobre la responsabilidad estatal en la protección efectiva de los derechos.

## Concejo Municipal
El Concejo Municipal está integrado por las siguientes personas:
| Concejal                        |
| ------------------------------- |
| DOMINGO RIAÑO GUALDRON          |
| GABRIEL DEL ROSARIO ROJAS SILVA |
| JAIRO CASTAÑEDA HERRERA         |
| JULIO CESAR CARRILLO JAIMES     |
| YEBRAIL MOGOLLON                |
| ANA MILENA CARDENAS ARCHILA     |
| NORA MARGOT LEON MERCHAN        |
| JOHN FERLEY LOPEZ MANRIQUE      |